# Veuvre
La Veuvre (également nommée le Chevré ou parfois la Chèvre), est une rivière française du département Ille-et-Vilaine dans la région Bretagne et un affluent de la Vilaine.

## Dénomination
Le cours d'eau possède de nombreuses dénominations. Les deux principales dénominations officielles sont la Veuvre et le Chevré. La rivière est en effet couramment nommée Veuvre (ou Vouvre) sur les deux premiers tiers de son parcours. Ce n'est qu'en aval de l'étang du Chevré, sur la commune de La Bouëxière, qu'elle prend le nom de Chevré. 
On retrouve également les dénominations La Chevré (carte IGN 1/50 000) ou la Chèvre.
L’appellation Chevré est à associer au village de Chevré, ancien et important bourg castral situé sur les bords de la rivière.

## Géographie
De 43,3 km de longueur, la Veuvre prend sa source à Val d'Izé par la jonction des ruisseaux de Cussé et de la Recrue. Elle serpente en partie dans une vallée encaissée et est grossie par plusieurs ruisseaux, dont le ruisseau de Cornillé et le ruisseau de Changeon. Elle traverse l'étang de Chevré sur la commune de La Bouëxière et rejoint la Vilaine par sa rive droite sur la commune d'Acigné, au lieu du Gould'Oeuvre (signifiant étymologiquement "la goule" de la Veuvre).

### Communes traversées
Les communes traversées par la Veuvre de l'amont vers l'aval sont :
- Val d'Izé, Mecé, Livré-sur-Changeon, Dourdain, La Bouëxière, Liffré, Acigné.

## Qualité de l'eau
Le suivi de la qualité physico-chimique de la Veuvre se fait grâce à un point de prélèvement sur la commune de La Bouëxière,, qui donne les résultats suivants :
| Nitrates                                   | 2010 | 2011 | 2012 | 2013 | 2014 |
| ------------------------------------------ | ---- | ---- | ---- | ---- | ---- |
| Concentration du paramètre (percentile 90) | 25   | 27   | 23   | 24   | 17   |
| Classe SEQ-Eau                             |      |      |      |      |      |

Conformément à la directive-cadre sur l'eau, la Veuvre doit atteindre le bon état écologique de l'eau. Les évaluations effectuées montrent l'état écologique suivant :
| État écologique de la masse d'eau | 2010  | 2011     |
| --------------------------------- | ----- | -------- |
| État écologique                   | Moyen | Médiocre |